# داگلاس دیک (بازیکن فوتبال)
داگلاس دیک (انگلیسی: Douglas Dick؛ زادهٔ ۱ ژانویهٔ ۱۸۶۸) بازیکن فوتبال، و سرمربی (فوتبال) اهل پادشاهی متحد بریتانیای کبیر و ایرلند است.
از باشگاه‌هایی که در آن بازی کرده‌است می‌توان به باشگاه فوتبال لیورپول اشاره کرد.